# Église Saint-Éloi de Racines
L'église Saint-Éloi est une église située à Racines, en France.

## Localisation
L'église est située sur la commune de Racines, dans le département français de l'Aube.

## Historique
C'est une ancienne construction romane, modifiée au XVIe siècle. Les vestiges du XIe siècle démontrent une certaine importance de l'édifice à l'époque.
La flèche est en cours de réparation en août 1870 et le clocher est découvert lorsqu'un orage advint et le détruit. Une nouvelle flèche en bois est construite en 1871 par Rivet, entrepreneur de Troyes, sur les devis et dessins de l'architecte de Troyes Périn.

## Description
Elle a la forme générale d'une croix latine, avec abside à cinq pans et nef de trois travées.
Charles Fichot, qui la visite avant 1884, en admire fort ce qui reste des vitraux datant du milieu du XVIIe siècle.

Vitraux
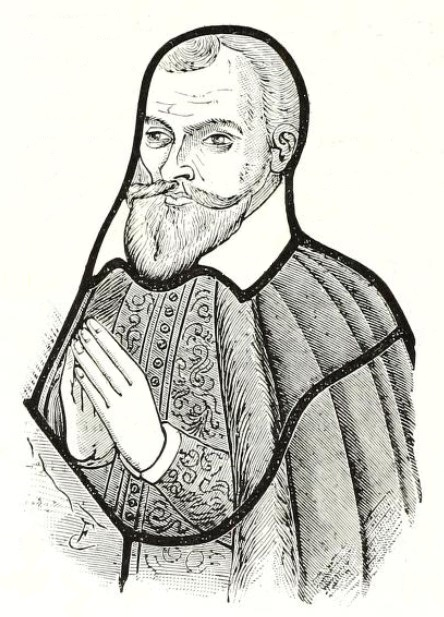
Odard Colbert († 1640)
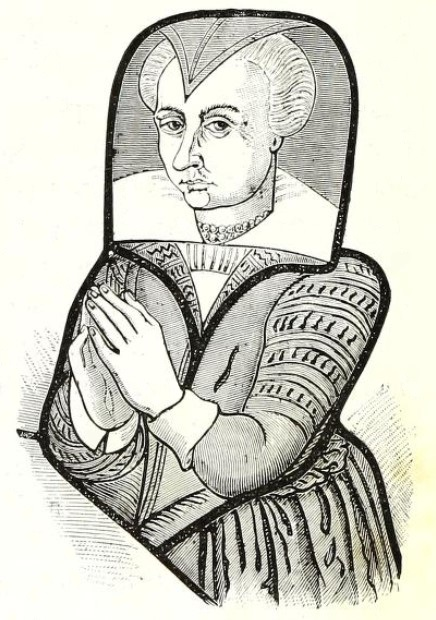
Marie Foret († 1618 ou avant)

## Protection
L'édifice est inscrit au titre des monuments historiques en 1976.